# Episodi di 15/Love (seconda stagione)
La seconda stagione di 15/Love è composta da 14 episodi. In Italia è stata trasmessa su Italia 1 a partire dal 2 agosto 2005.
| nº | Titolo originale              | Titolo italiano        | Prima TV USA      | Prima TV Italia |
| -- | ----------------------------- | ---------------------- | ----------------- | --------------- |
| 1  | Le retour du roi              | Il ritorno del re      | 5 settembre 2005  | 2 agosto 2005   |
| 2  | L' âme soeur                  | Un'amica per Sunny     | 12 settembre 2005 | 3 agosto 2005   |
| 3  | Chiot perdu sans collier      | Il cucciolo            | 19 settembre 2005 | 4 agosto 2005   |
| 4  | Dans la peau de Curly Madison | Un figlio particolare  | 26 settembre 2005 | 5 agosto 2005   |
| 5  | Les japoniaiseries de Rick    | Dal Giappone con amore | 3 ottobre 2005    | 8 agosto 2005   |
| 6  | Confidences amères            | Il manoscritto         | 10 ottobre 2005   | 9 agosto 2005   |
| 7  | La « zen » attitude           | Autocontrollo          | 17 ottobre 2005   | 10 agosto 2005  |
| 8  | Robinsons d'un jour           | Prova di sopravvivenza | 24 ottobre 2005   | 11 agosto 2005  |
| 9  | La tête et les jambes         | Incomprensioni         | ottobre 2005      | 12 agosto 2005  |
| 10 | Accusé, rêvez-vous?           | L'incubo               | 7 novembre 2005   | 16 agosto 2005  |
| 11 | Agent Double                  | L'agente               | 14 novembre 2005  | 17 agosto 2005  |
| 12 | Un art de famille             | Una sorella invadente  | 21 novembre 2005  | 18 agosto 2005  |
| 13 | En route                      | Una mucca con le ruote | novembre 2005     | 19 agosto 2005  |
| 14 | Il faut sauver Cascadia       | L'ultimo torneo        | 16 gennaio 2006   | 22 agosto 2005  |